# Угол (Курська область)
Угол (рос. Угол) — хутір в Мантуровському районі Курської області Російської Федерації.
Населення становить 102 особи. Входить до складу муніципального утворення Ріпецька сільрада.

## Історія
Населений пункт розташований на території українського етнічного та культурного краю Східна Слобожанщина.
Від 2004 року входить до складу муніципального утворення Ріпецька сільрада.

## Населення
| 2002 | 2010 |
| ---- | ---- |
| 117  | ↘102 |